# Żółć (poemiks)
Żółć – poemiks (komiks poetycki) autorstwa Łukasza Gamrota (tekst) oraz Artura Denysa (ilustracje). Publikacja została wydana 13 grudnia 2020 roku przez Fundację Rozwoju Inicjatyw Regionalnych we współpracy z łódzkim oddziałem Stowarzyszenia Pisarzy Polskich.

## Charakterystyka

### Forma i warstwa graficzna
Poemiks promowany był jako „pierwszy w Polsce debiut poetycki w formie komiksu literackiego”. Każdy z 22 wierszy został zilustrowany i wkomponowany w kadry komiksowe przez Artura Denysa. Według Jakuba Hinca, ilustracje nie tylko uzupełniają tekst, ale tworzą odrębną formę jego interpretacji – obraz może narzucać własną narrację, niezależną od lektury poetyckiej.
Warstwa graficzna została wyróżniona w konkursie Polish Graphic Design Awards w kategorii ilustracja książkowa za rok 2020.
Według Piotra Dymmela tomik można odczytywać zarówno jako zbiór poezji, jak i jako literacki komiks. Warstwa tekstowa i wizualna są rozdzielone, co pozwala czytelnikowi skupić się na jednym aspekcie lub doświadczyć ich jednocześnie. Dymmel zauważa, że ilustracje Denysa przypominają graficzne znaki, które mogłyby funkcjonować jako vlepki w przestrzeni miejskiej, odwołując się do estetyki blokowisk i subkultury młodzieżowej.
Gamrot podkreślał, że ilustracje nie miały służyć jako dosłowna ilustracja wierszy, lecz jako ich autonomiczne interpretacje – czasem prowadzące czytelnika, czasem go zaskakujące.

### Tematyka i przesłanie
Wiersze tworzą opowieść o dorastaniu w Polsce lat 90., traumach dzieciństwa i doświadczeniach pokolenia transformacji. Powracają motywy cielesności, gnicia, gniewu i pustki – tytułowa „żółć” pełni funkcję metafory emocjonalnego oczyszczenia.
Tom odczytywany jest także jako głos pokolenia zmagającego się z pandemią, kryzysem ekologicznym i utratą wspólnotowości. Jakub Hinc wskazuje, że utwór „Żer” opisuje pandemiczny paraliż i lęk związany z pandemią COVID-19. Dymmel natomiast postrzega tom jako zapis indywidualnej i zbiorowej apokalipsy roku 2020.
Dostrzegalne są również elementy autobiograficzne – wątki napięć rodzinnych i rozliczenia z przeszłością, co Hinc interpretuje jako osobistą konfrontację autora z dzieciństwem. Tytułowa „żółć” odczytywana jest zarazem jako odniesienie do ciała, emocji i języka – mocno zakorzenionego w polskiej kulturze.

## Publikacja i promocja
Pierwsze wydanie z 2020 roku zostało wyprzedane w ciągu trzech miesięcy. W 2021 roku ukazało się drugie, poprawione wydanie, promowane m.in. animacją z narracją Krystyny Czubówny.
Promocji towarzyszyły alternatywne formy sprzedaży – np. pakiety promocyjne w modelu rosnących cen, które pozwoliły sprzedać ponad 170 egzemplarzy w jednej akcji bezpośrednio czytelnikom. Była to próba ominięcia ograniczeń dystrybucyjnych poezji w Polsce.
Gamrot prowadził aktywną promocję książki w mediach społecznościowych oraz podczas wydarzeń literackich w Pszczynie, Łodzi i Sosnowcu. Współorganizował warsztaty poetyckie promujące formę poemiksu.

## Odbiór
Publikacja spotkała się z pozytywnym odbiorem środowisk literackich i komiksowych. Katarzyna Aksamit zauważyła, że forma poetycko-komiksowa skłania do głębszych refleksji i silnych reakcji emocjonalnych.
Łukasz Łęcki podkreślił, że ilustracje Artura Denysa wzmacniają atmosferę tekstów, dodając książce warstwę artystyczną.
Jakub Skurtys w rocznym podsumowaniu literackim zauważył nietypowy sposób promocji tomu – intensywny i odbiegający od standardów dla poezji. Podkreślił znaczenie połączenia poezji z ilustracją jako ważnej praktyki wydawniczej.
W kolejnym tekście Skurtys uznał tom za spóźniony debiut romantyczny, porównując go do poezji Tomka Pułki. Mimo krytyki, wyróżnił utwór „O czym śpiewają pustynne kaszaloty” jako szczególnie trafny.
Gamrot, w rozmowie w podcaście „Bibliotalk”, mówił o potrzebie „odczarowania ciężaru gatunkowego poezji” i zachęcał do interpretacji wierszy wedle własnego klucza.